# 창수면 (포천시)
창수면(蒼水面)은 경기도 포천시의 면이다.

## 개요
창수면은 포천시의 서북단에 위치하고 있으며, 북쪽으로는 한탄강을 경계로 관인면이, 서쪽으로는 연천군 청산면과 접하고 있다. 면의 중앙으로 영평천이 흐르고 국도 제37호선 및 국도 제87호선이 연결되어 있다. 창수면은 청정지역으로 농축산업 농가가 많은 전형적인 농촌지역이다.

## 법정리
- 추동리(楸洞里): 추동1리, 추동2리, 추동3리
- 가양리(可養里): 가양1리, 가양2리
- 고소성리(姑蘇城里)
- 신흥리(新興里)
- 주원리(注院里): 주원1리 ,2리, 3리,4리,5리
- 오가리(伍佳里): 오가1리,오가2리,오가3리
- 운산리(雲山里)

## 교육
- 창수초등학교

## 특산물
- 창수명품잡곡
- 오감만족사과

## 문화재

### 경기도 문화재자료
- 포천 안동김씨 고가터 - 오가리 소재, 경기도 문화재자료 제138호

### 포천시 향토유적
- 금수정 - 오가리 소재, 포천시 향토유적 제17호
- 옥병서원 - 주원리 소재, 포천시 향토유적 제24호